# Tempo di vivere
Tempo di vivere (A Time to Love and a Time to Die) è un film del 1958 diretto da Douglas Sirk.
Il film è tratto dal romanzo del 1954 di Erich Maria Remarque.

## Trama
Ernst Graeber, un soldato tedesco impegnato sul fronte russo, durante la ritirata riceve la felice notizia dell'arrivo del suo permesso di licenza nella sua città natale, Werden (un nome di fantasia). All'arrivo trova la città distrutta dai bombardamenti, che hanno raso al suolo anche la sua casa; nel tentativo di trovare i genitori, Ernst conosce la figlia del suo ex dottore di famiglia, deportato in un campo di concentramento quattro mesi prima, Elizabeth Kruse. Nel frattempo, Ernst alloggia alla caserma dei militari in licenza. Dopo qualche giorno, Ernst incrocia per strada un suo vecchio compagno di scuola diventato ormai comandante delle SS, a cui Ernst chiede aiuto nella ricerca dei genitori.
Nei giorni seguenti, Ernst fa amicizia con Elizabeth, fino a sposarla. Dopo un bombardamento che distrugge il loro appartamento, Ernst ed Elizabeth vanno a vivere in una casa poco fuori città, dopo che Elizabeth riceve da Ernst la notizia della morte del padre. Successivamente Ernst riceve una lettera dei suoi genitori che lo informano che stanno bene.
La licenza finisce ed Ernst è costretto a tornare al fronte, dove trova i camerati che proseguono la ritirata. Dopo un bombardamento aereo la loro compagnia trova dei prigionieri e il soldato della Gestapo Brenner dà l'ordine di ucciderli a Ernst; questi si rifiuta e uccide Brenner liberando i prigionieri, ma, mentre si allontana per leggere una lettera di Elizabeth, uno dei prigionieri, che aveva preso il fucile di Brenner, uccide Ernst a tradimento, proprio mentre aveva appena letto la notizia dell'arrivo di un figlio.

## Riconoscimenti
- 1958 - Festival internazionale del cinema di Berlino
  - Nomination - Orso d'oro.[2]
- 1959 - Academy Award
  - Nomination - Oscar al miglior sonoro a Leslie I. Carey.[3]